# All Happy Families
All Happy Families (auch One of these Days) ist eine Filmkomödie/Tragikomödie von Haroula Rose. Die Premiere des Films erfolgte im Oktober 2023 beim Chicago International Film Festival.

## Handlung
Der Schauspieler Graham Landry lebt in Chicago und bekommt Besuch von Dana, mit der er das College besuchte. Im Gegensatz zu ihm hat sie den Traum von einem Leben auf der Bühne aufgegeben, um sich stattdessen der Kochkunst zu widmen. Graham könnte sich kein Essen in dem Restaurant, in dem sie arbeitet, leisten.

## Produktion

### Regie und Drehbuch
Regie führte Haroula Rose. Es handelt sich bei All Happy Families um ihren zweiten Spielfilm nach Once Upon a River aus dem Jahr 2020. Zuvor veröffentlichte Rose als Musikerin mehrere Alben. Sie schrieb gemeinsam mit Coburn Goss auch das Drehbuch. Er spielte in Once Upon A River Onkel Cal. All Happy Families beginnt mit dem ersten Satz aus Leo Tolstois Anna Karenina: Alle glücklichen Familien gleichen einander, jede unglückliche Familie ist auf ihre eigene Weise unglücklich.

### Besetzung und Dreharbeiten
Josh Radnor,  ein alter Freund der Regisseurin, spielt Graham Landry, Rob Huebe seinen Bruder Will und Becky Ann Baker und John Ashton ihre Eltern Sue and Roy. Chandra Russell ist in der Rolle von Grahams Freundin aus Collegezeiten Dana zu sehen, in weiteren Nebenrollen Antoine McKay und David Pasquesi.
Die Dreharbeiten fanden in Chicago statt. Die Szene, in der Sue Landry in einer Bar singt, entstanden im Hidden Cove in der Lincoln Avenue. Als Kamerafrau fungierte die Französin Johanna Coelho. Die Regisseurin lernte sie kennen, als sie zusammen ein Musikvideo für Israel Nash machten. Rose arbeitete mit ihr für weitere Musikvideos und ihren Kurzfilm Hound of Love zusammen.

### Veröffentlichung
Die Premiere des Films fand am 12. Oktober 2023 beim Chicago International Film Festival statt. Ebenfalls im Oktober 2023 wurde er beim Mill Valley Film Festival gezeigt.